# Yasuke
Yasuke (弥助?; anni 1550 circa) è stato un militare giapponese di origini africane, elevato al rango di samurai da Oda Nobunaga durante il periodo Sengoku.

## Biografia

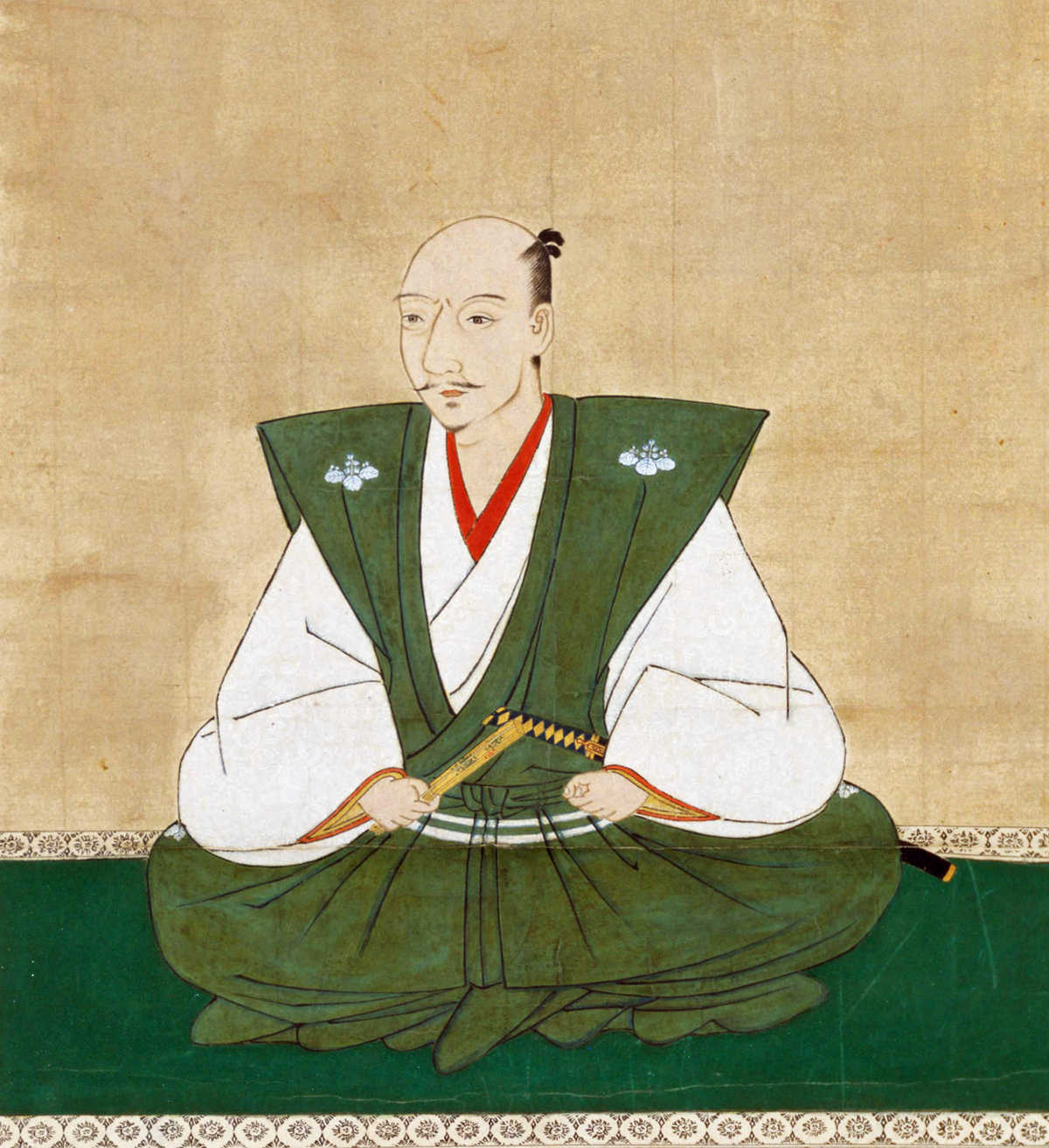
Stampa raffigurante Oda Nobunaga, il primo grande unificatore del Giappone

Il nome originale di Yasuke era Yusufe ed era probabilmente un macua, popolazione stanziata nel settentrione dell'Africa orientale portoghese. Yasuke giunse in Giappone intorno al 1579 come servitore del gesuita italiano Alessandro Valignano e fu probabilmente la prima persona di colore, o uno dei primi a giungere in terra nipponica. Matsudara Ietada, samurai al servizio di Tokugawa Ieyasu, lo descrisse nero come il carbone e alto circa un metro e novanta.
Oda Nobunaga, che all'epoca dominava buona parte del Giappone sconvolto dalla guerra civile del periodo Sengoku, ne rimase affascinato. Nobunaga lo volle per sé e addirittura lo fece spogliare e lavare per essere certo che la sua pelle fosse effettivamente nera e non solo ricoperta di inchiostro.
Lo liberò e, positivamente impressionato dalle sue qualità di guerriero, lo elevò al rango di samurai con il diritto a indossare il daishō, donandogli una katana, una casa e facendone una delle proprie guardie del corpo; con ogni probabilità Yasuke fu il primo uomo di origine non asiatica a divenire samurai, precedendo gli europei William Adams e Eugène Collache.
Il 21 giugno 1582 Yasuke era con il suo signore Oda Nobunaga quando questi venne tradito dal suo generale Akechi Mitsuhide e coinvolto in quello che viene definito l'incidente di Honnō-ji, costringendo quello che era all'epoca l'uomo più potente del Giappone al suicidio.
Yasuke riuscì a fuggire con il figlio del suo signore, Oda Nobutada, ma vennero poi catturati dalle truppe di Mitsuhide. Nobutada venne costretto al seppuku, mentre Yasuke, disprezzato dal generale traditore, che lo reputava solo una "bestia", venne consegnato ai gesuiti e di lui si persero le tracce.

## Nella cultura di massa

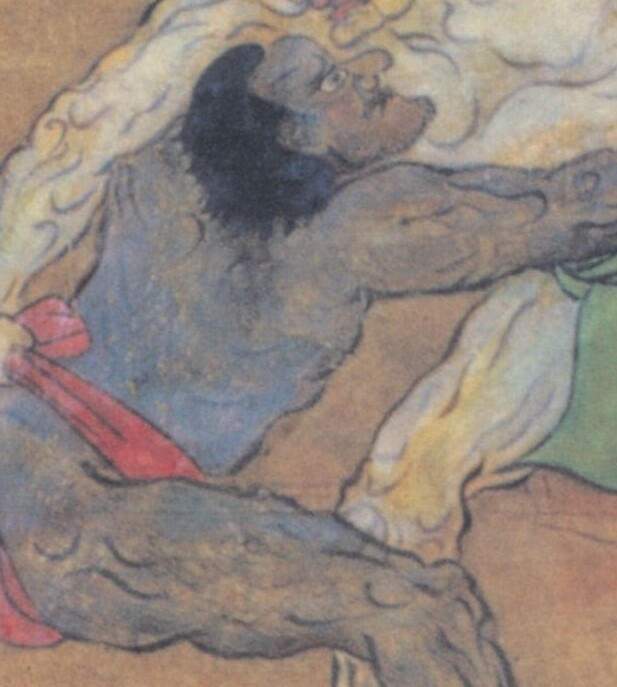
Possibile rappresentazione artistica di Yasuke

- Alla figura Yasuke si rifece Kurusu Yoshio per il suo libro storico per bambini Kuro-suke, pubblicato nel 1968.[3]
- Il personaggio di Yasuke è fonte di ispirazione per il manga del 1999 Afro Samurai, scritto e disegnato da Takashi Okazaki, ambientato in un futuro imprecisato. Lo Yasuke storico appare anche nel manga del 2009 Nobunaga Concerto di Ayumi Ishii.
- Yasuke compare nei videogiochi Nioh e Nioh 2 come "il samurai di ossidiana" e il personaggio di Nagoriyuki Nagoriyuki nel videogioco Guilty Gear -STRIVE-. È, inoltre, uno dei due personaggi principali di Assassin's Creed Shadows (2025).[4]
- Yasuke è protagonista dell'omonima serie animata, prodotta da Netflix.
- La storia di Yasuke è raccontata brevemente nel libro Storia perfetta dell'errore di Roberto Mercadini.
- Appare nel film di Takeshi Kitano Kubi (2023), sull'incidente di Honnō-ji, interpretato da Jun Soejima.